# Cryptologa
Cryptologa là một chi bướm đêm thuộc họ Gracillariidae.

## Các loài
- Cryptologa nystalea Fletcher, 1921